# 成金 (1921年の映画)
『成金』（なりきん）は、1918年（大正7年）ごろに東洋フィルム会社が製作、1921年（大正10年）に大正活映が配給して公開された、トーマス・栗原監督による日本のサイレント映画である。

## 略歴・概要
1918年（大正7年）ごろ、横浜の東洋汽船の子会社・東洋フィルム会社が製作し、まずアメリカ合衆国で上映されるべく、Sanji Goto - The Story of Japanese Enoch Arden （「ゴトウサンジ - 和製イノック・アーデン物語」の意）のタイトルで輸出された。同社は、1920年（大正9年）4月に大正活映と改称され、1921年（大正10年）9月2日に東京・日本橋人形町の水天館で公開された。
1990年代にアメリカで、英語字幕のみの輸出版プリントが発見され、東京国立近代美術館フィルムセンターに収蔵された。同センターは現在、29分、16ミリフィルムの部分プリントを所蔵している。

## スタッフ・作品データ
- 製作 : ベンジャミン・ブロツキー
- 監督 : トーマス・栗原
- 脚本 : 不明
- 撮影 : アームストロング、稲見興美

- 製作 : 東洋フィルム会社
- 上映時間（巻数） : 5巻
- フォーマット : モノクロフィルム - スタンダードサイズ（1.33:1） - サイレント映画
- 初回興行 : 日本橋人形町・水天館

## キャスト
- 中島岩五郎（中島洋好） - ゴトウサンジ
- 木野五郎 - 金子
- 鈴木美代子
- 鈴木千里 - 花子
- ナダ・リントン

## 関連事項
- イノック・アーデン （en:Enoch Arden）

## 註
1. ↑  日本映画の発見I : 無声映画時代、東京国立近代美術館フィルムセンター、2009年12月11日閲覧。